# Țibeni
Țibeni – wieś w Rumunii, w okręgu Suczawa, w gminie Satu Mare. W 2011 roku liczyła 1196 mieszkańców. 